# Pallacanestro Cantù 1979-1980
Questa voce raccoglie le informazioni riguardanti la Pallacanestro Cantù nelle competizioni ufficiali della stagione 1979-1980.

## Stagione
La stagione 1979-1980 della Pallacanestro Cantù sponsorizzata Gabetti, è la 25ª nel massimo campionato italiano di pallacanestro, la Serie A1.
Alla fine della stagione 1978-1979 la società decise di salutare due delle proprie bandiere: il capitano Carlo "Charlie" Recalcati, così il suo posto venne preso da Pierluigi Marzorati e Fabrizio "Ciccio" Della Fiori. Inoltre anche Arnaldo Taurisano, dopo le difficoltà incontrate nell'ultimo anno, decise di rassegnare le proprie dimissioni dopo quindici anni tra assistentato e conduzione tecnica, lasciando la carica di allenatore a Valerio Bianchini.
In campionato il nuovo corso portò ben otto vittorie consecutive grazie anche agli innesti di Bruce Flowers e Wayne "elicottero" Smith, ma poi i canturini persero un po' di smalto vedendo allontanarsi la vetta. In queste condizioni ci fu anche l'esordio in Coppa delle Coppe contro il Panathinaikos ad Atene in cui i canturini, davanti ad un pubblico di casa rumorosissimo, ebbero la meglio dopo un tempo supplementare. Questo permise alla Pallacanestro Cantù di risollevarsi e chiudere la stagione regolare in quinta posizione e qualificarsi per le semifinali in coppa. A questo punti vi fu un calendario intensissimo con la doppia sfida contro il Barcellona in semifinale, per il terzo anno consecutivo, e i quarti dei playoff contro l'Arrigoni Rieti. Canturini vincenti in entrambi i confronti contro i catalani ed ebbero anche la meglio in gara-3 contro i reatini, grazie anche ai punti di un giovanissimo Antonello Riva. In finale di coppa Cantù trovò l'Emerson Varese in cui venne sconfitta, dopo un tempo supplementare, per 90-88 venendo privata della quarta Coppa delle Coppe consecutiva. Per quanto riguarda il campionato i canturini si trovarono in semifinale scudetto il Billy Milano. Al PalaLido ci fu il miracolo della Gabetti e grazie a un Bruce Flowers da 33 punti i canturini ne uscirono vincenti. In questo modo la settimana dopo al Pianella, Cantù conquistò la prima finale della sua storia contro la Sinudyne Bologna. Lo scudetto alla fine andò alla Virtus Bologna, forse anche perché Cantù pagò le troppe partite di altissimo livello in poco tempo.

## Roster
|    | Naz.                   | Ruolo | Sportivo             |  |  |  | Note |
| -- | ---------------------- | ----- | -------------------- |  |  |  | ---- |
| 4  | Italia (bandiera)      | A     | Denis Innocentin     |  |  |  |      |
| 6  | Italia (bandiera)      | P     | Giorgio Cattini      |  |  |  |      |
| 7  | Stati Uniti (bandiera) | A     | Wayne Smith          |  |  |  |      |
| 8  | Stati Uniti (bandiera) | C     | Bruce Flowers        |  |  |  |      |
| 9  | Italia (bandiera)      | C     | Renzo Tombolato      |  |  |  |      |
| 10 | Italia (bandiera)      | PG    | Paolo Porro          |  |  |  |      |
| 12 | Italia (bandiera)      | G     | Antonello Riva       |  |  |  |      |
| 14 | Italia (bandiera)      | P     | Pier Luigi Marzorati |  |  |  |      |
| 15 | Italia (bandiera)      | G     | Giuseppe Gergati     |  |  |  |      |
| 18 | Italia (bandiera)      | AG    | Renzo Bariviera      |  |  |  |      |
|    | Italia (bandiera)      | C     | Mario Beretta        |  |  |  |      |
|    | Italia (bandiera)      | ALL.  | Valerio Bianchini    |  |  |  |      |

## Mercato
| Acquisti | Acquisti          | Acquisti            | Acquisti   |
| R.       | Nome              | da                  | Modalità   |
| -------- | ----------------- | ------------------- | ---------- |
| ALL      | Valerio Bianchini | Stella Azzurra      | definitivo |
| G        | Giuseppe Gergati  | Pall. Varese        | definitivo |
| P        | Giorgio Cattini   | Free agent          | definitivo |
| C        | Mario Beretta     | Milano 1958         | definitivo |
| A        | Wayne Smith       | UC Irvine Anteaters | definitivo |
| C        | Bruce Flowers     | Notre Dame F. Irish | definitivo |

| Cessioni | Cessioni             | Cessioni      | Cessioni                |
| R.       | Nome                 | a             | Modalità                |
| -------- | -------------------- | ------------- | ----------------------- |
| ALL      | Arnaldo Taurisano    | Basket Rimini | rescissione consensuale |
| G        | Carlo Recalcati      | Parma         | fine contratto          |
| AG       | Fabrizio Della Fiori | Reyer Venezia | fine contratto          |
| AP       | Johnny Neumann       |               | ritirato                |
| C        | Dave Batton          | Free agent    | fine contratto          |
| PG       | Umberto Cappelletti  | Aurora Desio  | fine contratto          |